# Daniel Croner
Daniel Croner (* 22. März 1656 in Kronstadt; † 23. April 1740 in Heldsdorf) war ein siebenbürgischer Theologe und Organist.

## Leben
Croner wurde als Sohn des Kronstädter Schneidermeisters Daniel Croner geboren. Er besuchte von 1671 bis 1678 das Honterus-Gymnasium in Kronstadt. 1680 war er Schüler des Maria-Magdalena-Gymnasiums in Breslau. 1681 reiste er über Leipzig nach Wittenberg, wo er Theologie studierte. 1684 lebte er wieder in Kronstadt, wo er 1687 heiratete. 1691 wurde er Prediger an der Johanniskirche, 1693 an der Stadtkirche. 1701 wechselte er als Pfarrer nach Heldsdorf.

## Musikalisches Wirken
Croner fertigte vier Bücher mit Orgeltabulaturen an, 1681 in Breslau, 1682 in Wittenberg und zwei weitere (1675 und 1685)  in Kronstadt. Die Tabulaturen enthalten Werke von verschiedenen Komponisten, darunter auch eigene Kompositionen.

## Ausgaben
- „Altsiebenbürgische Orgelmusik“; herausgegeben von Andreas Porfetye; Verlag Breitkopf und Härtel